# Trichopsomyia
Trichopsomyia is een vliegengeslacht uit de familie van de zweefvliegen (Syrphidae).

## Soorten
- T. apisaon (Walker, 1849)
- T. australis (Johnson, 1907)
- T. banksi (Curran, 1921)
- T. flavitarsis

Kleinvlekplatbek (Meigen, 1822)
- T. joratensis

Verborgen platbek Goeldlin, 1997
- T. lucida

Grootvlekplatbek (Meigen, 1822)
- T. nigritarsis (Curran, 1924)
- T. occidentalis (Townsend, 1897)
- T. pubescens (Loew, 1863)
- T. recedens (Walker, 1852)
- T. rufithoracica (Curran, 1921)
- T. similis (Curran, 1924)